# Калипатрия (град, Калифорния)
Калипатрия (на английски: Calipatria) е град в окръг Импириъл, щата Калифорния, САЩ. Калипатрия е с население от 7558 жители (по приблизителна оценка от 2017 г.) и обща площ от 9,6 km². Намира се на -54 m надморска височина. ЗИП кодовете му са 92233, а телефонният му код е 760.

## Побратимени градове
- Йерихон, Палестина